# 胜利发动机
胜利发动机（Vinci）是一款欧洲空间局正在开发，预计用于新型阿丽亚娜6号运载火箭上面级的低温液体火箭发动机。

## 概览
胜利发动机是一款使用液氢/液氧作为燃料的膨胀循环火箭发动机。相对于它的前代HM7B（用于ESC-A上面级），它最大的改进是具有最高5次的重新点火能力。这也是欧洲第一款膨胀循环发动机，无需使用燃气发生器来驱动燃料泵和氧化剂泵。该发动机具有碳陶瓷可伸缩喷嘴，以便在长度上只占据最小空间就能够形成直径达到2.15米的喷嘴：喷嘴收起的部分仅在上面级完成分离之后才展开；扩展后发动机的总长度将从2.3m增加到4.2m。

## 研发
尽管ESC-B的研发工作于2003年被暂停，胜利发动机项目依然没有取消：这款引擎的研发工作依然在以较低的速度继续着。2006年12月22日，斯奈克玛宣布与欧洲空间局签订关于胜利发动机续航能力与重新点火测试的新合同。
2010年4月末，德国航空航天中心宣布，胜利发动机为期半年的测试工作将在位于岚博骚森的设施进行。点火试验于2010年5月27日取得首次成功。2016年公开了第一段关于测试的录像。
2014年，美国国家航空航天局考虑将胜利发动机作为RL10的替代用于太空发射系统的上面级。胜利发动机具有相同的比冲与质量，提供的推力却提高了64%。这允许在不降低性能的情况下将二级发动机的数量从4具降至2具甚至1具，从而减少成本。
截至2017年，搭载胜利发动机的阿丽亚娜6号首飞日期暂定为2020年。

2017年7月，阿丽亚娜空间宣布第一批燃烧室部件进入了生产阶段。

### 同级发动机
- RL10
- RL60
- HM7B
- YF-75D
- RD-0146
- LE-5B-2
- CE-20